# Kovászna megye természetvédelmi területeinek listája
Kovászna megye természetvédelmi területeinek listája azokat a természetvédelmi területeket tartalmazza, amelyek a romániai Kovászna megyében találhatóak, és országos jelentőségűnek minősülnek az 5/2000 számú törvény értelmében.
| Kód       | Kép | Magyar elnevezés                                                      | Román elnevezés                                            | Helység                                      | IUCN- kategória | Típus                       | Terület (ha) |
| --------- | --- | --------------------------------------------------------------------- | ---------------------------------------------------------- | -------------------------------------------- | --------------- | --------------------------- | ------------ |
| RONPA0389 |     | Rétyi Nyír és Uzon-Szentivánlaborfalvi tavak természetvédelmi terület | Mestecănișul de la Reci și Bălțile de la Ozun-Sântionlunca | Réty, Uzon, Szentivánlaborfalva              | IV              | vegyes                      | 2020         |
| RONPA0502 |     | Vargyas-szoros természetvédelmi terület                               | Cheile Vârghișului și peșterile din chei                   | Vargyas                                      | IV              | barlangászati és őslénytani | 1            |
| RONPA0882 |     | Csókás-Veczer dombság - természetvédelmi terület                      | Dealul Ciocașului - Dealul Vițelului                       | Erősd; Kovászna megye(91%), Brassó megye(9%) | IV              | vegyes                      | 910          |
| RONPA0941 |     | Zágoni rozsdás tőzegláp természetvédelmi terület                      | Turbăria Ruginosu                                          | Zágon                                        | IV              | botanikai                   | 355          |

## Fordítás
Ez a szócikk részben vagy egészben  a   Lista rezervaţiilor naturale din judeţul Covasna című román Wikipédia-szócikk ezen változatának fordításán alapul.  Az eredeti cikk szerkesztőit annak laptörténete sorolja fel. Ez a jelzés csupán a megfogalmazás eredetét és a szerzői jogokat jelzi, nem szolgál a cikkben szereplő információk forrásmegjelöléseként.